# Sexy Sadie (brano musicale)
Sexy Sadie, tratto dal nono e omonimo album dei Beatles The Beatles, noto anche sotto la denominazione di White Album (album bianco) per via della sua copertina totalmente bianca, è un brano musicale attribuito al duo Lennon/McCartney, sebbene la paternità della composizione sia da accreditarsi al solo Lennon.

## Descrizione

### Origini e storia
Il primo abbozzo del brano si fa risalire all'aprile 1968, nel giorno in cui George e John si trovavano sulla via verso Delhi dopo avere abbandonato Rishikesh, dove il gruppo aveva seguito un corso di meditazione trascendentale tenuto dal guru indiano Maharishi Mahesh Yogi.
La guida spirituale, presentata l'anno precedente ai Beatles dalla moglie di George Harrison Pattie Boyd in un periodo particolarmente delicato del loro percorso esistenziale, aveva suscitato dapprima curiosità e fiducia nei membri del gruppo, specialmente in Harrison e Lennon. Quest'ultimo sosteneva fermamente che nel guru risiedeva la risposta a tutti i suoi problemi, che magari gli sarebbe stata elargita con una semplice e risolutiva frase, foriera di una verità talmente profonda e paradossale da cambiare radicalmente in lui il modo di concepire difficoltà e avversità. 
Tuttavia questa frase tardava a venire, fintantoché il gruppo cominciò a nutrire seri dubbi sui metodi e sulla filosofia di vita del Maharishi.

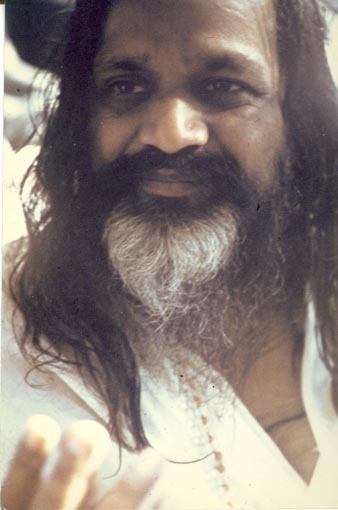
Il Maharishi, a cui è rivolto il testo del brano

Inoltre, il gruppo trovava alquanto inusuale come un sedicente santone potesse disporre di domestici, commercialisti e una dépendance di assoluto rispetto, oltre alla tenuta tutt'altro che spartana che vantava letti a baldacchino e centro benessere, alla ridondante presenza di belle donne e perfino alla piattaforma di decollo e atterraggio di un elicottero privato. Così, uno dopo l'altro, cominciarono a nutrire un crescente scetticismo nei confronti del Mahesh Yogi. Il primo a collidere con la personalità dell'indiano fu senz'altro Lennon, che arrivò addirittura a comporre una canzone finalizzata a denunciare la presunta truffa della quale erano stati oggetto. 
La traccia assunse il titolo temporaneo di Maharishi, what have you done?. Successivamente, anche per evitare querele, il titolo fu mutato in Sexy Sadie. Malgrado ciò, inequivocabili risultano le allusioni alla trascorsa esperienza insieme al guru indiano.
Per esempio, nel verso «Sexy Sadie, what have you done? / You made a fool of everyone» ("Cos'hai fatto? / Ti sei presa gioco di tutti"), Lennon malcela il proprio astio verso l'effimera esperienza di felicità passata nella fastosa tenuta del maestro di meditazione trascendentale. Altri attacchi nei confronti dell'ambigua figura del Maharishi si hanno nei versi «However big you think you are» ("per quanto grande pensi d'essere"), «The world was waiting just for you» ("il mondo stava aspettando solamente te"), nel quale è palese l'allusione alla teoria di Lennon per la quale l'asiatico era null'altri che l'ennesimo truffatore megalomane corroso dalla bramosia verso il denaro.

### Registrazione
Il brano vide la luce il 22 novembre 1968, con la pubblicazione dell'Album Bianco, ma la registrazione avvenne in quattro sedute in sala di incisione nel periodo 19 luglio-21 agosto dello stesso anno. John Lennon è la voce solista ed è impegnato alle chitarre e in un accompagnamento melodico con un organo Hammond; Paul McCartney è al basso, al pianoforte e come voce di sottofondo musicale insieme a George Harrison, il quale è alla chitarra solista; chiude lo schieramento il batterista Ringo Starr. La canzone si contraddistingue inoltre per il particolare arrangiamento curato dal produttore George Martin. Particolarità del brano sono soprattutto il controcanto e gli accordi delle cinque battute mediane, che riecheggiano quelli di Here, There and Everywhere.

## Nella cultura di massa
- La canzone è celebre per i suoi legami con l'assassino psicopatico Charles Manson e la sua "Family". Infatti, verso la fine del 1968 Manson si convinse che la canzone fosse dedicata a una sua seguace, Susan Atkins, da lui stesso ribattezzata "Sadie Mae Glutz"[11]. La presenza nell'album di un brano intitolato Sexy Sadie, laddove Manson aveva dato a Susan il nome "Sadie" molto tempo prima della pubblicazione del disco, fortificò in lui la convinzione che i Beatles "gli parlassero" e, con messaggi nascosti nei solchi del 33 giri (principalmente nelle canzoni Helter Skelter, Honey Pie, Piggies, Blackbird, Revolution 9), indicassero a lui la via da seguire nella guerra razziale globale che di lì a poco si sarebbe scatenata, ispirando i suoi deliri omicidi.
- Il gruppo rock spagnolo dei Sexy Sadie ha assunto il nome riprendendolo dal brano dei Beatles[12].